# ペントライト

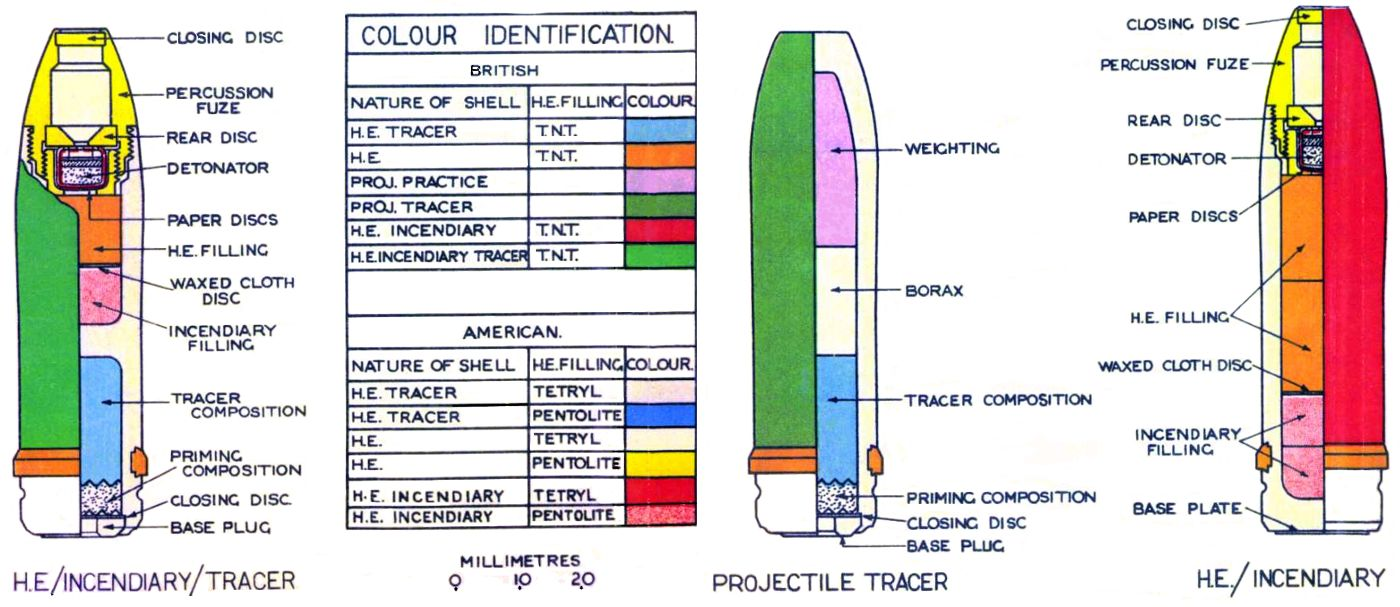
ペントライト充填のカラーコードを示すエリコン20mmキャノンシェル（1945年頃のもの）の断面図

ペントライト（英語: Pentolite）とはペンスリット50%とトリニトロトルエン50%を混合した混合爆薬である。第二次世界大戦中に軍用として広く用いられた。
- 爆速：7,800 m/s